# Regionalismo balear

Escudo de la comunidad autónoma de las Islas Baleares.

El regionalismo balear (mallorquín, menorquín, ibicenco y formenterense), conocido también como balearismo o mallorquinismo, tiene sus fundamentos en la realidad insular del archipiélago y en el curso histórico de las islas, desde la original cultura talayótica, pasando por la provincia Baleárica (segregada de la Cartaginense) romana, la soberanía durante la dominación de los vándalos, la amplia autonomía dentro del Imperio Bizantino, los taifas insulares y el Reino de Mallorca o de Mallorcas, creado por Jaime I el Conquistador, con monarcas privativos durante los siglos XIII y XIV (Jaime I el Conquistador, Jaime II de Mallorca, Sancho I de Mallorca, Jaime III de Mallorca, Jaime IV de Mallorca e Isabel de Mallorca o de Mallorcas) y vigente, en el marco de la Corona de Aragón y de España, hasta 1718, fecha en la que fue suprimido por la entrada en vigor del Decreto de Nueva Planta en las Islas Baleares, así como en las revueltas de payeses contra ciudadanos, la Germanía, el minoritario pensamiento cantonal y autonómico durante la primera y segunda república, etc. hasta la singularidad sociológica, cultural, lingüística, literaria, artística y económica actual. 
Es un amor y apego al conjunto y a cada una de las islas, de ahí su unidad y variedad. Tiene entre sus teóricos a José María Quadrado, Miquel dels Sants Oliver en su obra “La cuestión regional” y su artículo "Alma mallorquina", Guillem Forteza, autor de la obra “Pel ressorgiment polític de Mallorca” y creador del Centre Regionalista de Mallorca, y numerosos pensadores y escritores posteriores. Exponentes del regionalismo balear han sido, desde el siglo XIX y entre otras, las revistas La Palma, Almanac de les Lletres, La Roqueta, L’Ignorància, En Figuera, La Veu de Mallorca, Gazeta de Mallorca, La Aurora, Foch y Fum, Mitjorn, La Nostra Terra, Panorama Balear (colección de monografías), Cort, Ponent y Toc-Toc Balears.
A mediados del siglo XX el Príncipe Francesco Mario II Paterno Castello Guttadauro Aragona reclamó ante las Naciones Unidas la Corona del Reino de Mallorca, por supuestos derechos derivados del testamento de Jaime I el Conquistador y como descendiente de este y de Teresa Gil de Vidaura.[cita requerida]
Partidos políticos de orientación regionalista balear son, con matices diferentes, Unión Mallorquina (UM) reciclada con el nombre de Convergencia por las Islas, Clave de Mallorca (CLAU), Partido Balear (PB), Unión del Pueblo Balear (UPB), Partido Isleño de las Islas Baleares (PIIB), así como algunos sectores insulares de los partidos nacionales PSOE, PP y Vox. El efímero partido Liga Regionalista de las Islas Baleares fundado en 2011 fue disuelto en 2012. Revisten una progresiva importancia, por su claro balearismo, la Coordinadora de Entidades Balearistas (CEB), el Grupo Ramon Llull, el Fomento Cultural de las Islas Baleares y la Fundación Jaime III, de reciente creación.